# Metasploit
Metasploit Project — проект, посвящённый информационной безопасности. Создан для предоставления информации об уязвимостях, помощи в создании сигнатур для IDS, создания и тестирования эксплойтов. Наиболее известен проект Metasploit Framework — как удобная платформа для создания и отладки эксплойтов. Кроме того, проект включает в себя базу опкодов, архив шеллкодов и информацию по исследованиям информационной безопасности.
Metasploit был создан в июле 2003 года. Версия 1.0 была написана на языке Perl и содержала псевдографический интерфейс на базе curses. Автором выступал HD Moore. При работе над второй (2.x) версией к HD Moore присоединился Мэтт Миллер и несколько добровольцев. Третья версия была полностью переписана на Ruby, её разрабатывала компания Metasploit LLC (основанная разработчиками в 2006 году). В 2008 году лицензия Metasploit Framework была сменена с проприетарной на BSD. В 2009 фирма Rapid7, занимающаяся управлением уязвимостями, объявила о приобретении Metasploit, популярного открытого программного пакета двойного назначения для проведения тестов на проникновение. Некоммерческая версия утилиты по-прежнему будет доступна для всех желающих.
Как и коммерческие аналоги, бесплатная версия Metasploit может быть использована как системными администраторами и специалистами по безопасности для защиты компьютерных систем, так и хакерами-взломщиками или скрипткиддиc для получения несанкционированного доступа к удаленным системам.

## Metasploit Framework
Инструмент для создания, тестирования и использования эксплойтов. Позволяет конструировать эксплойты с необходимой в конкретном случае «полезной нагрузкой» (payloads), которая выполняется в случае удачной атаки, например, установка shell или VNC сервера. Также фреймворк позволяет шифровать шеллкод, что может скрыть факт атаки от IDS или IPS.
Для проведения атаки необходима информация об установленных на удаленном сервере сервисах и их версии, то есть нужно дополнительное исследование с помощью таких инструментов, как nmap или nessus.

## Базаопкодов
Инструмент, необходимый для написания новых эксплойтов. Позволяет писать эксплойты, работающие под различными версиями операционных систем(Windows, MacOS, Linux, Android, Ios, HarmonyOS и т.д.).